# József Varga (calciatore 1988)
József Varga (Debrecen, 6 luglio 1988) è un calciatore ungherese, centrocampista del Kazincbarcika.

## Palmarès
- Campionato ungherese: 3

Debrecen: 2008-2009, 2009-2010, 2011-2012
- Coppa d'Ungheria: 3

Debrecen: 2009-2010, 2011-2012, 2012-2013